# Oliarus minuscula
Oliarus minuscula är en insektsart som beskrevs av Melichar 1913. Oliarus minuscula ingår i släktet Oliarus och familjen kilstritar. Inga underarter finns listade i Catalogue of Life.